# Le Plessis-Feu-Aussoux
Le Plessis-Feu-Aussoux is een gemeente in het Franse departement Seine-et-Marne (regio Île-de-France) en telt 374 inwoners (1999). De plaats maakt deel uit van het arrondissement Provins.

## Geografie
De oppervlakte van Le Plessis-Feu-Aussoux bedraagt 5,6 km², de bevolkingsdichtheid is 66,8 inwoners per km².
De onderstaande kaart toont de ligging van Le Plessis-Feu-Aussoux met de belangrijkste infrastructuur en aangrenzende gemeenten.

## Demografie
Onderstaande figuur toont het verloop van het inwonertal (bron: INSEE-tellingen).